# Mormopterus planiceps
Mormopterus planiceps (Peters, 1866) è un pipistrello della famiglia dei Molossidi endemico dell'Australia.

## Descrizione

### Dimensioni
Pipistrello di piccole dimensioni, con la lunghezza della testa e del corpo tra 54 e 55 mm, la lunghezza dell'avambraccio tra 30,6 e 35,7 mm, la lunghezza della coda tra 25 e 33 mm e un peso fino a 13 g.

### Aspetto
La pelliccia è relativamente lunga. Le parti dorsali sono bruno-grigiastre scure con la base dei peli color crema, mentre le parti ventrali sono più chiare. Il muso è piatto, largo, con il labbro superiore ricoperto di pliche cutanee superficiali e che si estende leggermente oltre quello inferiore e le narici che si aprono lateralmente. Le orecchie sono relativamente corte, ben separate tra loro e con l'estremità arrotondata. Il trago è triangolare, con l'estremità arrotondata e visibile dietro l'antitrago, il quale è basso e poco visibile. Le membrane alari sono bruno-grigiastre scure e attaccate posteriormente sulle caviglie. La coda è lunga, tozza e si estende per più della metà oltre l'uropatagio. Il pene è molto lungo e sottile.

## Biologia

### Comportamento
Si rifugia in gruppi di alcune centinaia di individui nelle cavità degli alberi e dei soffitti delle case, in acquedotti e in altre strutture artificiali.

### Alimentazione
Si nutre di insetti catturati nella volta forestale o su spazi aperti.

### Riproduzione
Danno alla luce un piccolo alla volta tra la fine dell'inverno e i primi giorni di primavera. L'aspettativa di vita è di circa 15 anni.

## Distribuzione e habitat
Questa specie è diffusa nella parte meridionale dell'Australia, dall'Australia meridionale sud-orientale al Nuovo Galles del Sud e allo stato di Victoria.
Vive nelle foreste secche di sclerofille, boschi, mallee e arbusteti.

## Tassonomia
Da questa forma sono state recentemente separate 4 nuove specie, M.halli, M.lumsdenae, M.kitcheneri e M.petersi sulla base di divergenze molecolari e morfologiche

## Conservazione
La IUCN Red List, considerata l'ampia diffusione, la popolazione numerosa e la presenza in diverse aree protette, classifica M.planiceps come specie a rischio minimo (Least Concern)).